# Stenopelmatopterus sallei
Stenopelmatopterus sallei är en insektsart som först beskrevs av Henri Saussure 1859.  Stenopelmatopterus sallei ingår i släktet Stenopelmatopterus och familjen Stenopelmatidae. Inga underarter finns listade i Catalogue of Life.